# Eduard Karlowitsch Pramnek

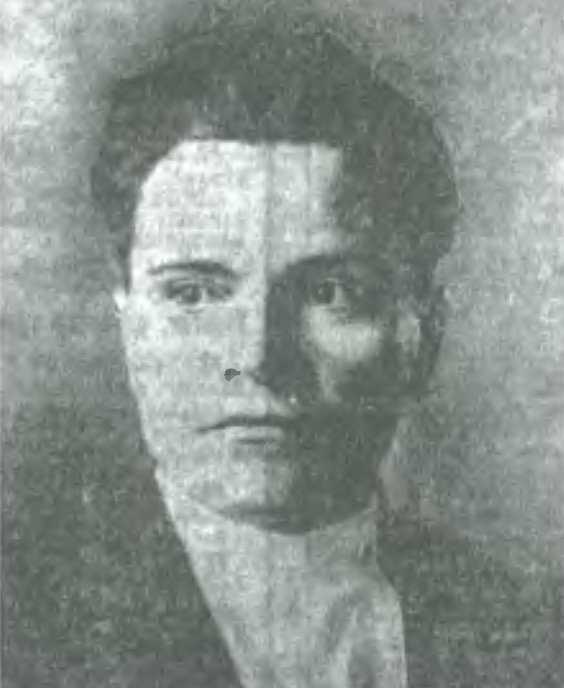
Eduard Karlowitsch Pramnek

Eduard Karlowitsch Pramnek (russisch Эдуард Карлович Прамнек; lettisch Eduards Prāmnieks; * 19. Dezemberjul. / 31. Dezember 1899greg. in Jaunrauna bei Cēsis; † 29. Juli 1938) war ein sowjetischer Partei- und Staatsfunktionär.

## Leben
Pramnek, Sohn eines Landarbeiters, arbeitete schon mit 13 Jahren als Maurer. 1917 trat er der Sozialdemokratischen Arbeiterpartei Russlands (SDAPR) bei. Er agitierte unter der Jugend seines Heimatbezirkes. Von 1919 bis 1921 diente er in der Roten Armee und war unter anderem für die politische Arbeit unter den Lettischen Schützen verantwortlich.
Pramnek nahm an den Kämpfen der West- und Südfront teil und war an der Niederschlagung des Kronstädter Aufstandes 1921 beteiligt.
Von 1921 bis 1924 studierte er an der Kommunistischen Universität der nationalen Minderheiten des Westens, dann an der Swerdlowsk-Universität. 1924 schickte in die Partei nach Nischni Nowgorod. Ab 1929 war er Sekretär des Gouvernementskomitees und des Okrugkomitees der KP von Wjatka. Pramnek war Delegierter des XIV. (1925) bis einschließlich XVII. (1934) Parteitages der KPdSU. Auf dem XVII. Parteitag (1934) wurde er zum Kandidaten des ZK der KPdSU gewählt. Von 1930 bis 1934 war er Zweiter, anschließend von 1934 bis 1937 Erster Sekretär des Krai- und Oblastkomitees (Obkom) der KP von Gorki. Ab 1937 war er Sekretär des Obkom der KP von Donezk und Mitglied des Politbüros der KP der Ukraine sowie Mitglied des ZK der KPdSU.
Pramnek war darüber hinaus Mitglied des Zentralen Exekutivkomitees und der zentralen Wahlkommission der UdSSR. Im Dezember 1937 wurde er zudem als Abgeordneter in den Obersten Sowjets der UdSSR gewählt.
Am 9. Mai 1938 wurde Pramnek verhaftet und im Juli 1938 Opfer der Stalinschen Säuberungen. 1956 wurde er von der Partei rehabilitiert.